# Limbert Méndez
Limbert Rocha Méndez (Cochabamba, 18 de agosto de 1982) é um futebolista boliviano que atua como zagueiro. Atualmente está no Aurora.

## Carreira
Mendez integrou a Seleção Boliviana de Futebol na Copa América de 1997 e 2007.

## Títulos
Seleção Boliviana
- Copa América de 1997: 2º Lugar